# Уразгильдино
Уразгильдино — село в Чердаклинском районе Ульяновской области России, входит в состав Калмаюрского сельского поселения.
Расположено на реке Калмаюр в 25 км к югу от р.п. Чердаклы и в 30 км к юго-западу от Заволжского района Ульяновска.

## История
Уразгильдино основано в 1908 году 570 переселенцами из деревни Уразгильдино (ныне в составе Татарского Урайкино).
В 1918 году был создан Уразгильдииский сельсовет.
Во времена НЭПа жителями села были основаны новые поселения: Пятисотенный, Корниловский и Малый.
20 февраля 1930 года был создан колхоз «Кзыл Чишмя» ("Красный родник").
В 1950 году 4 колхоза: «Кзыл Чишмя» (Уразгильдино), «Кзыл кеч» (Синтимир), «Красная река» (п. Красная Река), «VII съезд Советов» (Русский Калмаюр (Дурасовка)) были объединены в один укрупнённый колхоз — имени «Г. М. Маленкова». В июле 1957 года переименован в колхоз «Дружба», а населённые пункты были объединены в селе Уразгильдино.
В 1952—1956 годах во время строительства Куйбышевской ГЭС село Уразгильдино пополнилось жителями посёлка Красная Река попавшего в зону затопления.
В 2005 году село вошло в Калмаюрское сельское поселение.

## Население
| Год  | Число дворов | Число жителей | Примечания                                                 |
| ---- | ------------ | ------------- | ---------------------------------------------------------- |
| 1910 | 107          | 570           |                                                            |
| 1928 | 71           | 384           |                                                            |
| 1930 | 92           | 460           | Уразгильдинский с/с: пос. Корниловка, Малый, Пятисотенный. |
| 2010 |              | 516           |                                                            |

## Достопримечательности
- Родник «Кизляу»[7].
- Памятник-обелиск  землякам (31 человек), погибшим в годы Великой Отечественной войны.

## Инфраструктура
- Школа, Дом культуры, медпункт, отделение связи, отряд пожарной охраны, б-ка, детский сад[8]. СПК (КОЛХОЗ) "ДРУЖБА" (ликвидирован в 2008 г.)[9]. ООО «Золотой теленок»[10] (разводит Абердин-ангусскую породу коров)[11].

## Улицы
пл. Дружбы, пл. Мечети, ул. Молодежная, ул. Моткова, ул. Новая, ул. Полевая, ул. Прибрежная, ул. Пушкина, Садовый пер., ул. Центральная, ул. Школьная.